# ATP Challenger Joplin
Der ATP Challenger Joplin (offiziell: Freeman Men’s Challenger) war ein Tennisturnier, das zwischen 2002 und 2007 in Joplin, Missouri, stattfand. Es gehörte zur ATP Challenger Tour und wurde in der Halle auf Hartplatz gespielt.

## Liste der Sieger

### Einzel
| Jahr | Sieger                | Finalgegner       | Ergebnis      |
| ---- | --------------------- | ----------------- | ------------- |
| 2007 | Michael Craig Russell | Frédéric Niemeyer | 6:4, 6:1      |
| 2006 | Jesse Witten          | Benjamin Becker   | 6:3, 7:66     |
| 2005 | Frédéric Niemeyer     | Łukasz Kubot      | 4:6, 6:2, 6:3 |
| 2004 | Lu Yen-hsun           | Glenn Weiner      | 6:4, 6:2      |
| 2003 | Bob Bryan             | Kevin Kim         | 4:6, 7:5, 6:2 |
| 2002 | Jack Brasington       | Kevin Kim         | 6:3, 1:6, 6:3 |

### Doppel
| Jahr | Sieger                               | Finalgegner                     | Ergebnis      |
| ---- | ------------------------------------ | ------------------------------- | ------------- |
| 2007 | Patrick Briaud Donald Young          | Goran Dragicevic Mirko Pehar    | 6:4, 6:4      |
| 2006 | Henry Adjei-Darko Lesley Joseph      | Benjamin Becker Simon Greul     | 6:3, 7:63     |
| 2005 | Rik De Voest Łukasz Kubot            | Nicholas Monroe Jeremy Wurtzman | 7:64, 6:4     |
| 2004 | Lu Yen-hsun Bruno Soares             | Brian Baker Rajeev Ram          | 3:6, 6:1, 6:1 |
| 2003 | Martín Alberto García Graydon Oliver | Diego Ayala Brandon Coupe       | 6:1, 6:4      |
| 2002 | Justin Gimelstob Scott Humphries     | Paul Rosner Glenn Weiner        | 6:4, 7:63     |